# Gary Dahl
Pour les articles homonymes, voir Dahl.
Gary Ross Dahl, né le 18 décembre 1936 à Bottineau (Dakota du Nord) et mort le 23 mars 2015, est un concepteur-rédacteur américain.
Il a aussi été directeur artistique, propriétaire d'une agence de publicité, entrepreneur, mais est surtout connu pour avoir été le créateur des Pet Rocks.

## Biographie
Gary Dahl est né à Bottineau mais a grandi à Spokane (Washington). Sa mère est serveuse et son père est ouvrier dans une usine de charpente. Il étudie à l'université d'État de Washington. Il a travaillé comme freelance dans une maison d'édition.

### Carrière

#### Pet Rock
Tout en vivant à Los Gatos en Californie, assis dans un bar à écouter des amis se plaindre de leurs animaux de compagnie, Gary Dahl plaisante en disant qu'il a le parfait animal de compagnie : une pierre.
C'est l'origine de l'idée de vendre des pierres à des acheteurs comme animaux de compagnie avec les instructions d'utilisation. Le livre d'instruction est finalement le produit réel et contient de nombreuses blagues et jeux de mots. Celui-ci contient par exemple « Si, lorsque vous sortez le rocher de sa boîte, il semble être excité, placez-le sur quelques vieux journaux ». Le packaging est aussi très développé, et sa conception représente la majorité des dépenses. La mode n'a duré que moins d'un an, durant l'année 1975, mais c'est suffisant pour faire de Gary Dahl un millionnaire en moins d'une année,.
En profitant d'être connu comme le père de ses « animaux », Gary Dahl ouvre un bar à Los Gatos, ironiquement intitulé Carrie Nation (nommé d'après le célèbre bar smasher du même nom). Plus tard, il a tenté de profiter de ce succès en vendant des Sand Breeding Kits et des Red China Dirt (littéralement « Kits de reproduction de sable » et « Terre de Chine rouge »), apparemment un plan visant à introduire, de manière clandestine, la Chine continentale aux États-Unis, un centimètre cube à la fois. Néanmoins, ces nouveautés n'ont pas suscité autant d'intérêt que le Pet Rock.

#### Publicité et écriture
L'agence de Gary Dahl, Services de création Gary Dahl, localisée à Campbell en Californie, se spécialise dans la publicité électronique. Il écrit et produit des centaines de spots publicitaires à la télévision et des milliers de messages publicitaires à la radio pour une grande variété d'entreprises, y compris financières, du domaine de l'automobile, des communications sans fil, de l'éducation, du commerce de détail, mais aussi des nouvelles technologies et des dot-coms.
En 2000, Gary Dahl a remporté le Bulwer–Lytton Fiction Contest, qui est parrainé par l'Université d'État de San José. Il vainquit alors plus de 4 000 participants venant de toute la planète.

### Vie privée
Gary Dahl vivait dans les collines au-dessus de Los Gatos et détient une autre maison à Milpitas en Californie.
Sa femme rappelle dans une interview avec le Daily Mail que l'engouement autour des Pet Rock était très amusant quand il a débuté. Cependant, au fil du temps, « les gens venaient le voir avec des idées étranges, s'attendant à ce qu'il fasse pour eux ce qu'il avait fait pour lui-même. C'était souvent des idées vraiment stupides ».
En 1988, Gary Dahl dit qu'il a évité les entrevues pendant des années à cause de ce qu'il appelle « un tas de wackos », mention apparaissant de nulle part, mais accompagnée de menaces et des poursuites judiciaires.
Il est décédé le 23 mars 2015 à Jacksonville dans l'Oregon, d'une bronchopneumopathie chronique obstructive.

## Livre
- (en) Gary Dahl, Advertising for dummies, New York, Hungry Minds, 2001, 1re éd., xxoo-310, 24 cm (ISBN 0-7645-5377-1, LCCN 2001092743)
  - (en) Gary Dahl, Advertising for dummies, Hoboken (New Jersey), Wiley Publishers, 2007, 2e éd., xviii-312, 23 cm (ISBN 978-0-470-04583-1, LCCN 2006936762, lire en ligne)